# Jesús Alturo i Perucho
Jesús Alturo i Perucho (el Pont de Suert, 10 de març de 1954) és un paleògraf, filòleg i historiador català.
És professor de la Universitat Autònoma de Barcelona, inicialment de filologia llatina (des de 1976) i posteriorment de paleografia, codicologia i diplomàtica (des de 1992), com a titular de la càtedra i en substitució del seu mestre, Anscari M. Mundó. Doctorat en filologia clàssica, és especialista en l'època medieval, en particular en el camp de la història de la cultura, no sols d'àmbit català, sinó també europeu. Forma part (des de 1994), com a membre de ple dret, del Comité International de Paléographie Latine. És membre de la Société nationale des antiquaires de la France, membre corresponent de la Reial Acadèmia de Bones Lletres de Barcelona (2007), membre d’Honor de la Societat Catalana de Numismàtica i membre de la Societat Catalana d'Estudis Litúrgics de l'Institut d'Estudis Catalans. Ha estat Directeur d'Études invité a l'École Pratique des Hautes Études de París. En el marc del projecte internacional Monumenta Palaeographica Medii Aevi, del qual és director de la Series Hispanica, ha publicat les Chartae Latinae Antiquiores Cataloniae, que apleguen un total de 100 diplomes originals del segle ix, conservats en arxius catalans.
Ha estat guardonat, entre d'altres, amb el Premi Ciutat de Barcelona (1982), per la seva obra L'arxiu antic de Santa Anna de Barcelona del 942 al 1200. (Aproximació històrico-lingüística), i amb el Premi Crítica Serra d'Or (2004), per la publicació d'Història del llibre manuscrit a Catalunya. El 2021 ha rebut la Creu de Sant Jordi.
Autor d'una àmplia producció bibliogràfica i acadèmica, que inclou la publicació i anàlisi de diversos diplomataris medievals, i de fragments de còdexs, identificant i estudiant peces tan rellevants com els testimonis més antics fins ara coneguts del Liber de dono perseuerantiae de sant Agustí, del Pamphilus, del Roman de Jaufré o de l'Itinerarium Egeriae, entre d'altres. També és autor d'edicions crítiques de textos llatins literaris d'època medieval, com sermons atribuïts al bisbe i abat Oliba o al gramàtic Borrell Guibert, de textos epigràfics altmedievals i d'estudis dels glossaris llatins altmedievals, entre els quals els que denoten la difusió del Liber glossarum en terres catalanes.
Des d'una perspectiva interdisciplinària aplica una metodologia rigorosa i innovadora en els seus estudis que abracen un ampli ventall temàtic. En el camp de la història de l'art ha donat a conèixer amb Tània Alaix, per exemple, al canonge i gramàtic Renall de Barcelona com l'ideador del programa iconogràfic de les pintures romàniques de Sant Salvador de Polinyà, ha idenficat Ramon, el pintor del frontal d'altar del segle xiii conservat a Baltimore i originari de l'Església de Sant Martí (Lleida), o ha demostrat l'origen ripollès del Baldaquí de Ribes i n'ha refet els textos perduts.
El mes d’octubre de 2021, amb Tània Alaix, ha identificat l’autor del memorial de Greuges de Guitard Isarn, senyor de Caboet, en la persona del sotsdiaca Ramon de Cabó, que ha esdevingut, ara com ara, el Patriarca de les Lletres Catalanes.
Interessat pels orígens de la llengua catalana i els més antics testimonis escrits que s'han pogut identificar fins ara, el mes de febrer de 2023 amb Tània Alaix ha reculat la formació del català "pel cap baix al segle IV" i ha vist en els escrits de Pacià de Barcelona els primers batecs de la llengua catalana. En el seu darrer estudi Lletres que parlen: viatge als orígens del català presenta una nova edició crítica dels textos més antics escrits en català, n'identifica l’autor i el seu origen, cosa fins ara mai no assajada. Proposa una sola i no dues traduccions al català del Llibre Jutge; una tasca col·lectiva duta a terme sota la direcció del jutge de Barcelona Ponç Bonfill Marc, a qui hom reconeix un paper important també en la recopilació dels Usatges de Barcelona. Ofereix, així mateix, una primera llista d’escriptors catalans del període preliterari i argumenta els veritables motius de l’aparició del català escrit.